# Pedro Matilla
Fray Pedro Matilla (Toro, ? - Madrid, 1698) fue un religioso dominico español, confesor del rey Carlos II y miembro del Consejo de la Suprema Inquisición.

## Biografía
Inició sus estudios en el colegio de San Gregorio de Valladolid, del que llegó a ser docente y regente; también ejerció como profesor en Segovia y como catedrático en la universidad de Salamanca; en esta misma ciudad fue prior del convento de San Esteban.

En 1683 fue llamado a la corte para sustituir a Tomás Carbonell en el puesto de confesor del rey Carlos II, aunque no tomó posesión del confesionario hasta tres años después. El frágil estado de salud del rey y la debilidad de su carácter llevaron a Matilla a aprovecharse en beneficio propio de su situación eclesiástica; cercano a la reina regente Mariana de Austria, al valido Manuel Joaquín Álvarez de Toledo-Portugal y Pimentel, conde de Oropesa, y al almirante de Castilla Juan Tomás Enríquez de Cabrera, utilizó su ascendiente ante el rey para influir en las decisiones de estado sin tener que asumir las responsabilidades de sus decisiones, hasta el punto de rechazar el cargo de obispo, pues "estimaba más poder hacer obispos, que serlo".
En 1698, en un contexto político marcado por la cuestión de la sucesión a la corona de España, Matilla, partidario de la facción afín al archiduque Carlos, fue relevado del confesionario por los oficios del cardenal Portocarrero en beneficio de Froilán Díaz. Retirado al convento del Rosario, murió pocos días después de su destitución.
| Predecesor: Tomás Carbonell | Confesor del rey Carlos II 1686 - 1698 | Sucesor: Froilán Díaz de Llanos |